# Švanjski most
Švanjski most (albanski: Ura e Fshejtë ili Ura e Shenjtë) je most koji premošćuje rijeku Bijeli Drim na sjeveru Kosova. 
Nalazi se kod sela Dol, 19 km od grada Đakovice, na putu od Đakovice prema Prizrenu. Most je visok 22 metra, širok 7 metara te dug oko 70 metara. Zajedno s kanjonom Bijelog Drima most je zaštićen od 1986. godine. Švanjski most je sagrađen u 18. stoljeću. Spiridon Gopčević navodi podatak da je most prvobitno izgradio Stefan Uroš I. (Uroš Hrapavi). Tijekom Prvog svjetskog rata bio je potpuno uništen, a 1942. je ponovno obnovljen.
Oštećen je za vrijeme rata na Kosovu 1999. godine, ali ga je obnovio talijanski KFOR. U današnje vrijeme, most koji povezuje obale rijeke Bijeli Drim, predstavlja ključnu točku za prijevoz na cesti koja povezuje Đakovicu i Prizren. Popularna je turistička atrakcija za domaće i strane posjetitelje. Svake godine tu se održavaju skokovi u vodu.